# التنظيم الشعبي الناصري في لبنان
التنظيم الشعبي الناصري في لبنان، حزب أسسه معروف سعد سنة 1973 وهو أحد ممثلي التيار الناصري في لبنان إلى جانب حركة الناصريين المستقلين واتحاد قوى الشعب العامل إضافةً إلى حركاتٍ صغيرةٍ أخرى. بعد وفاة معروف سعد سنة 1975، خلفه نجله مصطفى على رأس الحزب. انضم التنظيم إلى الحركة الوطنية اللبنانية وشارك في المعارك أمام الطرف اليميني، خاصة قرب مدينة صيدا حيث ثقله الحقيقي. شارك في مقاومة الاحتلال الإسرائيلي (82-1985) إبان غزو 1982. يرأسه حاليا أسامة سعد، النائب السابق في مجلس النواب اللبناني.
وفي الانتخابات النيابية اللبنانية لدائرة صيدا التي اقيمت عام 2009 خسر الحزب نائبه الوحيد في البرلمان أسامة سعد لمصلحة رئيس الحكومة السابق فؤاد السنيورة بـ23,041 مقابل 13,512 صوت.
وتكررت الهزيمة في الانتخابات البلدية لمدينة صيدا لعام 2010 حيث خسرت اللائحة المدعومة من التنظيم الشعبي الناصري أمام لائحة الوفاق والإنماء برئاسة محمد السعودي والمدعومة من تيار المستقبل والجماعة الإسلامية.

## وصلات خارجية
التيار الوطني الديموقراطي